# Château de Fallon
Le château de Fallon est un château situé à Fallon, en France.

## Description

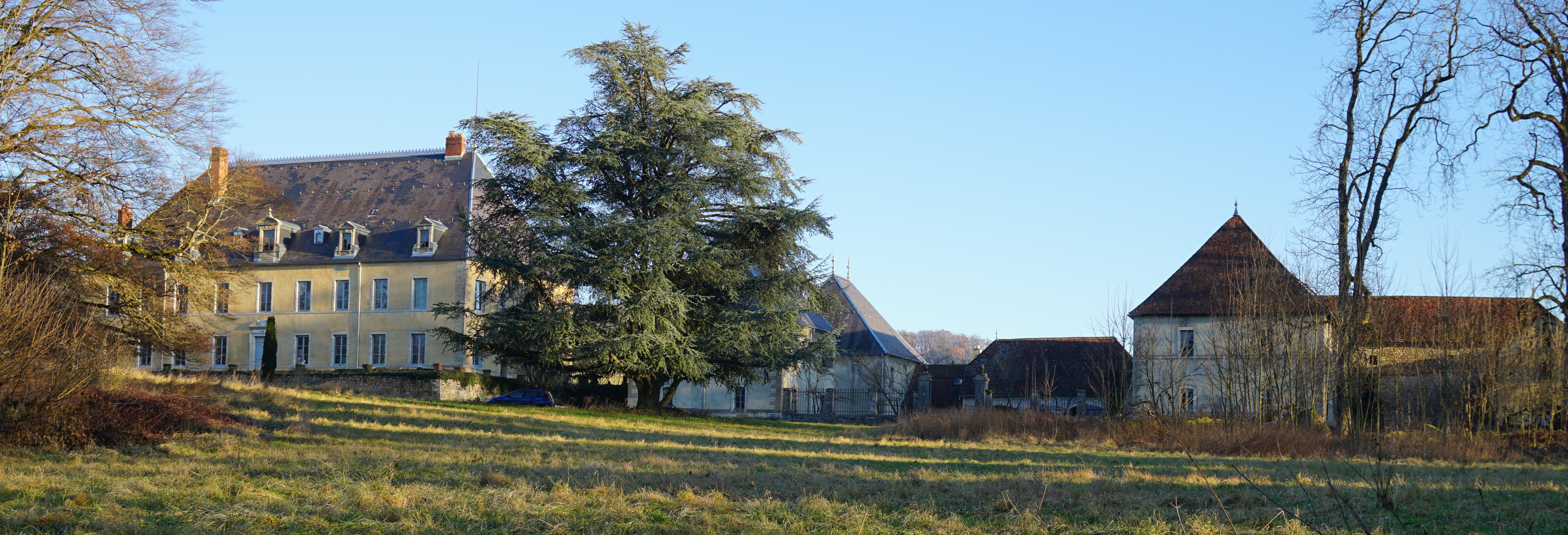
Vue générale avec les annexes.

## Localisation
Le château est situé sur la commune de Fallon, dans le département français de la Haute-Saône.

## Histoire

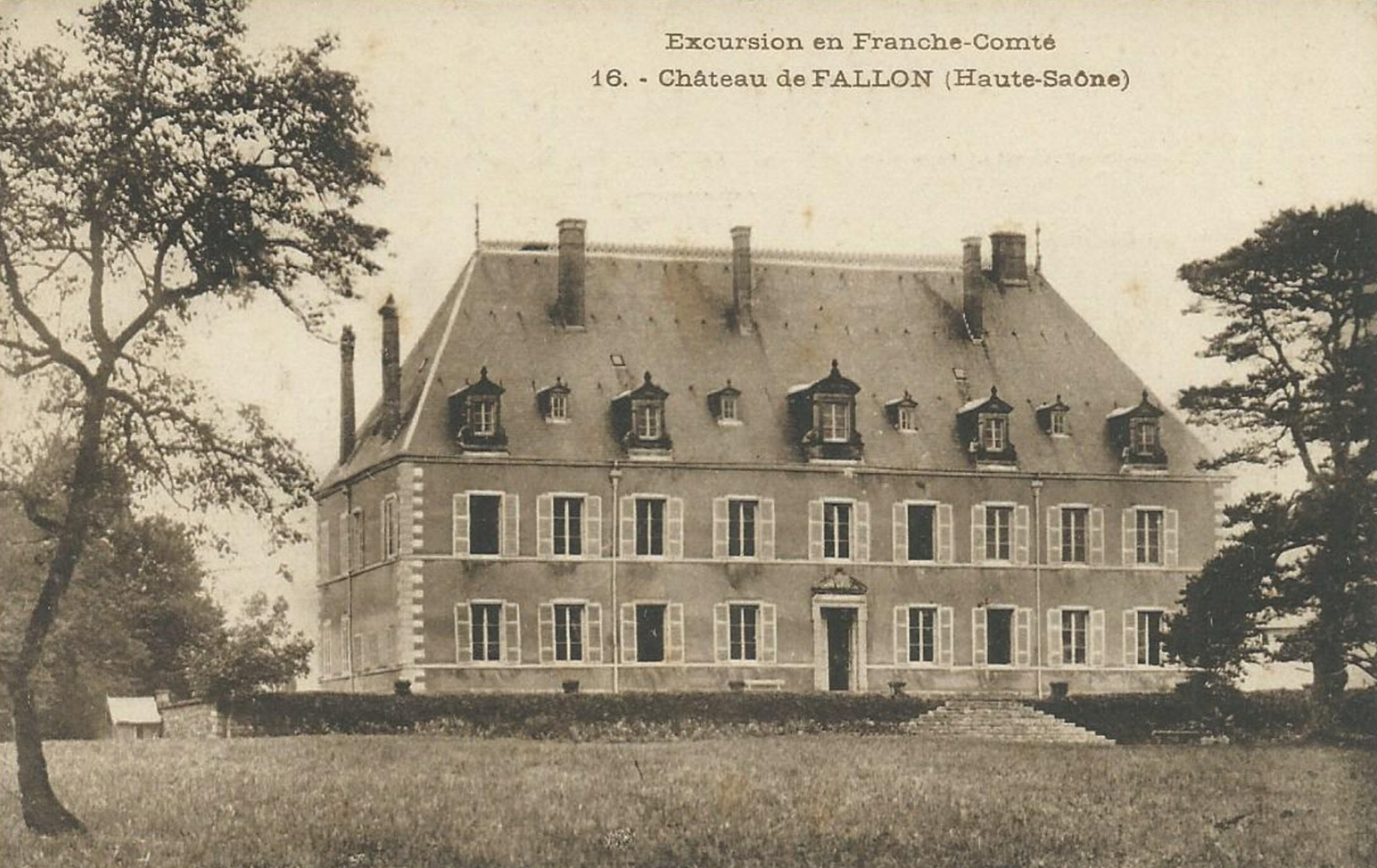
Début XXe siècle.

La terre de Fallon fit partie du marquisat de Raincourt, érigé en septembre 1719 pour Guillaume de Raincourt, et qui incluait plusieurs paroisses aujourd'hui dans le Doubs : Bournois, Brémondans et Leugney (à Brémondans).
L'édifice est inscrit au titre des monuments historiques en 1994.